# يوهانس ليشتنبرجر
يوهانس ليشتنبرجر Johannes Lichtenberger (مات في سنة 1503) كان منجما ألمانيا شهيرا. أشهر كتبه Prognosticatio in latino المنشور سنة 1488 وطبع الكثير من الطبعات وترجم إلى لغات عدة. ويقال أنه كان منجما في بلاط الإمبراطور فريدريش الثالث في السبعينيات من القرن الثالث عشر.